# Vétra (transport)
Pour les articles homonymes, voir Vetra.
La société des Véhicules et tracteurs électriques ou Vétra est une société française principalement connue pour sa production de trolleybus mais elle a également conçu des tracteurs électriques pour les carrières ou les mines, des bennes à ordures, des caravanes (ces dernières sous le nom de Vétra-Soulé) et des bungalows. Vétra fut un bureau d'études et un intégrateur plus qu'un constructeur au vrai sens du terme, toute la production fut sous-traitée auprès de très nombreuses entreprises spécialisées.

## Historique
La Société des Véhicules et Tracteurs Électriques, communément désignée Vétra, est née le 16 septembre 1925 afin de trouver de nouveaux débouchés pour les matériels du groupe fondateur qui deviendra en 1928, Als-Thom (devenue plus tard Alsthom et enfin Alstom de nos jours), société elle-même issue du regroupement de la SACM (Société Alsacienne de Constructions Mécaniques à Belfort, constructeur de locomotives entre autres) et de la Compagnie Française Thomson-Houston, filiale de la Thomson-Houston Electric Company. Ces deux sociétés industrielles possédaient déjà le savoir-faire et la technologie concernant la construction de matériels de chemin de fer, de tramways (SACM) et d'appareillages électriques (Thomson).
Le siège social de Vétra était situé au 38, avenue Kléber à Paris dans le 8e ; les ateliers Vétra se trouvaient au 85, rue du Général-Roguet à Clichy (Hauts-de-Seine). En 1956, le siège était situé à Paris, 79 avenue des Champs-Élysées.
En 1948 Vétra fait construire un vaste ensemble de bâtiments de 6000 m² sur un terrain de 22 000 m² où la société transfère ateliers et magasins de pièces détachées. Les locaux se situent au 12 rue Masséna, à Rueil-Malmaison (Hauts-de-Seine), occupés aujourd'hui par le Centre Technique Renault de Rueil (CTR), situé au 67 rue des Bons Raisins, lui-même divisé en deux sous-ensembles : le CTR A et le CTR B, situés de part et d'autre de cette rue. En 1952, la Régie Nationale des Usines Renault (RNUR) s'installe sur le terrain de l'actuel CTR B, à la place de la société Vétra et obtient en 1953 l'autorisation d'exploiter des moyens d'essais de moteurs à explosion et de moteurs à combustion interne.

### Genèse des trolleybus
L'ancêtre des trolleybus est l'omnibus électrique Lombard-Gérin qui circula pour la 1re fois en 1900. La prise de courant s'effectue alors par un chariot capteur automoteur se déplaçant sur deux poulies roulant sur la ligne aérienne tel une tyrolienne) ; il progresse en synchronisme avec le véhicule, et devant celui-ci.
En anglais, chariot se dit « trolley » d'où le nom donné à ce type de capteur. L'ingénieur Charles Nithard mit au point un électrobus avec des perches décalées, venant prendre le courant par l'intermédiaire d'un capteur à gorges. Une ligne fonctionna avec ces matériels de 1905 à 1906 entre Charbonnières-les-Bains et Tassin-la-Demi-Lune (Rhône).
Vétra, à ses débuts, construit sur la base d'éléments de provenance Renault des électrobus, véhicules strictement identiques à ceux équipés de moteurs thermiques, mais pourvus de moteurs électriques et d'accumulateurs.
Vétra présente début 1927 à la foire de Lyon le premier « accucamion » de 5 tonnes de charge utile. Le premier trolleybus sort quelques mois après, l'OTM 1.
Le 19 septembre 1927, il assure avec succès le lancement de la ligne départementale d'Aubagne à Gémenos, dans la banlieue marseillaise. Cette ligne est gérée par la Compagnie générale française de tramways (CGFT). Il est immatriculé TB 1, il avait également un petit frère immatriculé TB 2 ; ils furent retirés du service en 1942. Les OTM 2 leur succédèrent. Les premiers électrobus Vétra montés sur pneumatiques circulèrent sur les lignes de la Régie départementale de la Savoie ouvertes de 1923 à 1930 : Moûtiers à Villard-du-Planay (Planay) et Chambéry à Chignin-les-Marches (Chignin)
Ce type de véhicule est construit sur une base d'autobus Renault PY, dont le capot dit crocodile ou bec de perroquet est caractéristique des productions Renault de cette époque, les Renault NN et KZ par exemple.
Comme on le voit, les ancêtres du trolleybus démarrèrent leur carrière en zone rurale, il fallut attendre le 22 janvier 1933 pour les premiers essais en zone urbaine à Rouen, le trolleybus urbain venait de naitre. Tous ces trolleybus de première génération étaient montés sur châssis.
Vétra innove avec la caisse-poutre : Rouen devient le berceau du trolleybus français.
Faisant œuvre de pionnier, Vétra mit à l'essai à Rouen, dès le 22 janvier 1933, ce qui peut être considéré comme le premier trolleybus français de conception moderne. Il s'agissait du CS 60 portant le numéro de série 1, doté d'une ossature métallique légère et très rigide formant caisse-poutre. Rouen, Lyon, Strasbourg et Alger qui étaient à cette époque sur le point d'abandonner leurs réseaux de tramways, s'intéressèrent d'emblée à ce nouveau véhicule.
Le CS 60 équipa ces réseaux entre 1933 et 1939, il fut construit pendant une quinzaine d'années avec de multiples carrosseries; à partir de 1940, finies les lignes anguleuses, place à l'aérodynamique et aux arrondis.
La forme caractéristique des premiers trolleys Vetra "modernes" avec leur caisse parallélépipédique est des plus austères, dénuée de toute rondeur.
Cette forme leur a valu très rapidement d'être surnommés « caisses à savon » par les Lyonnais. Le plus célèbre des premiers CS-60 est le modèle dit « Francheville » (du nom du terminus de la 1re ligne de trolleybus lyonnais, cette localité est située dans banlieue ouest de Lyon).
Vétra fut également un constructeur d'accubus, de camions à accumulateurs et de bennes à ordures ; la SITA, une société assurant le ramassage des ordures ménagères de Paris, acquit environ 70 bennes Vétra 70AI  à sa plus grande satisfaction et ce, dès la période de l'occupation. Le châssis AQB7 de 7 tonnes était construit par Laffly et la benne sous licence Rey. Ces engins eurent une longévité remarquable et 51 d'entre eux furent reconditionnés à partir de 1975. En 1986, 39 châssis AQB7 étaient toujours exploités par la SITA.

### Des moteurs exceptionnels de longévité
Les moteurs des trolleybus sont alimentés par un courant continu de 600 volts, à couple constant; ils fonctionnent sans vibrations du fait de l'absence des cycles alternatifs des moteurs à explosion, il n'y a quasiment pas de pièces d'usure, pas de problème d'embrayage ni de boîte de vitesses (ces derniers problèmes étant particulièrement fréquents sur des autobus qui effectuent arrêts et redémarrages à répétition tout au long de leur service).

### Les types de moteurs
Type 1933 Als-Thom TA-505 - 
Type 1940 Als-Thom TA-505-C, ce  type équipe le CS 60, il est de type compound à 2 pôles principaux, 2 pôles auxiliaires et auto-ventilation, construit par Alsthom ou par Jeumont.
- Puissance : 100 chevaux - Intensité dans l'induit : 139 ampères - Vitesse de rotation : 1 500 tours par minute. Ce moteur permettait sous courant continu de 550 volts de propulser le trolleybus à pleine charge, à 50 km/h en palier et à 32,5 km/h en rampe de 6 pour cent. Les circuits électriques étaient parfaitement bien isolés et garantissaient une totale sécurité. Que ce soit à la montée ou à la descente, aucune "châtaigne" ne pouvait donc être ressentie par les voyageurs lorsqu'ils posaient un pied par terre.

### 1940, nouveau look pour les Vétra
Avant guerre, la carrosserie du Vétra CS 60 a vraiment la forme d'une caisse, d'un parallélépipède anguleux et sans grâce. Ces lignes anguleuses furent définitivement abandonnées en 1940 au profit d'une ligne beaucoup plus aérodynamique et toutes en rondeurs, c'était déjà de la "Bio tech" avant l'heure. En réalité, le premier CS60 avec formes arrondies fut assemblé à Alger par le carrossier Lacroix & Arnold mis en service le 16 juin 1937 sous le numéro de parc 14 pour le compte de la Société des Tramways Algérois (TA).
Les trolleys furent toujours conçus par Vétra mais la construction fut la plupart du temps sous-traitée auprès de différents constructeurs : Renault par sa filiale Scemia, Berliet à Vénissieux (Rhône) fut sollicité dès le début de la guerre de 1939-1945, Vétra travailla très tôt également avec Satramo par l'intermédiaire de l'usine de la Société Franco-Belge. Pendant les  années d'occupation, le CS35 et les CS 60 furent même construits par la filiale Satramo dans les ateliers du réseau de Limoges (CTEL). En 1963, Vétra et Berliet réalisèrent conjointement le VBH-85 des réseaux de Lyon, Dijon et Fribourg.

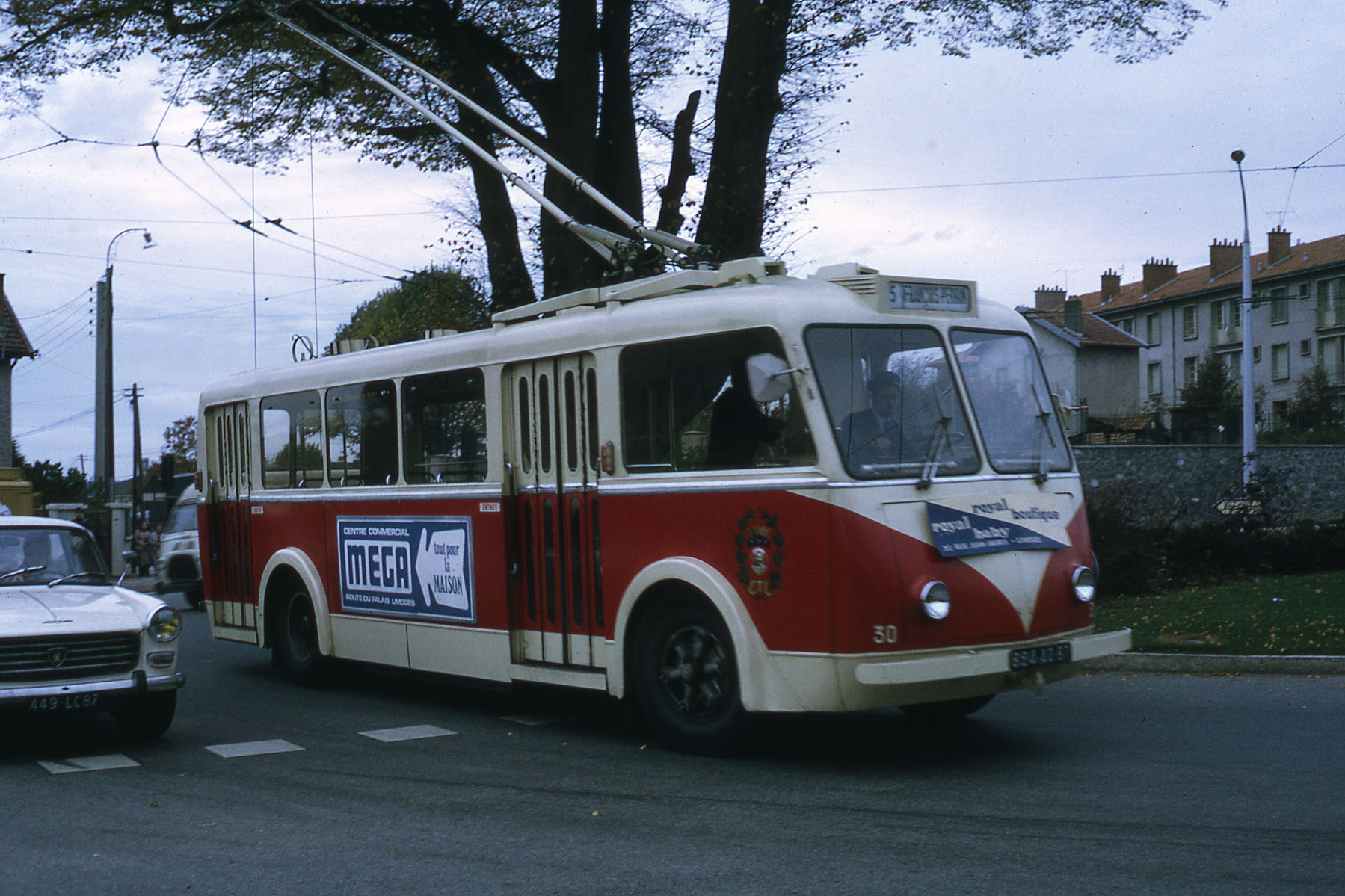
Vetra CB 60 à Limoges en 1972.
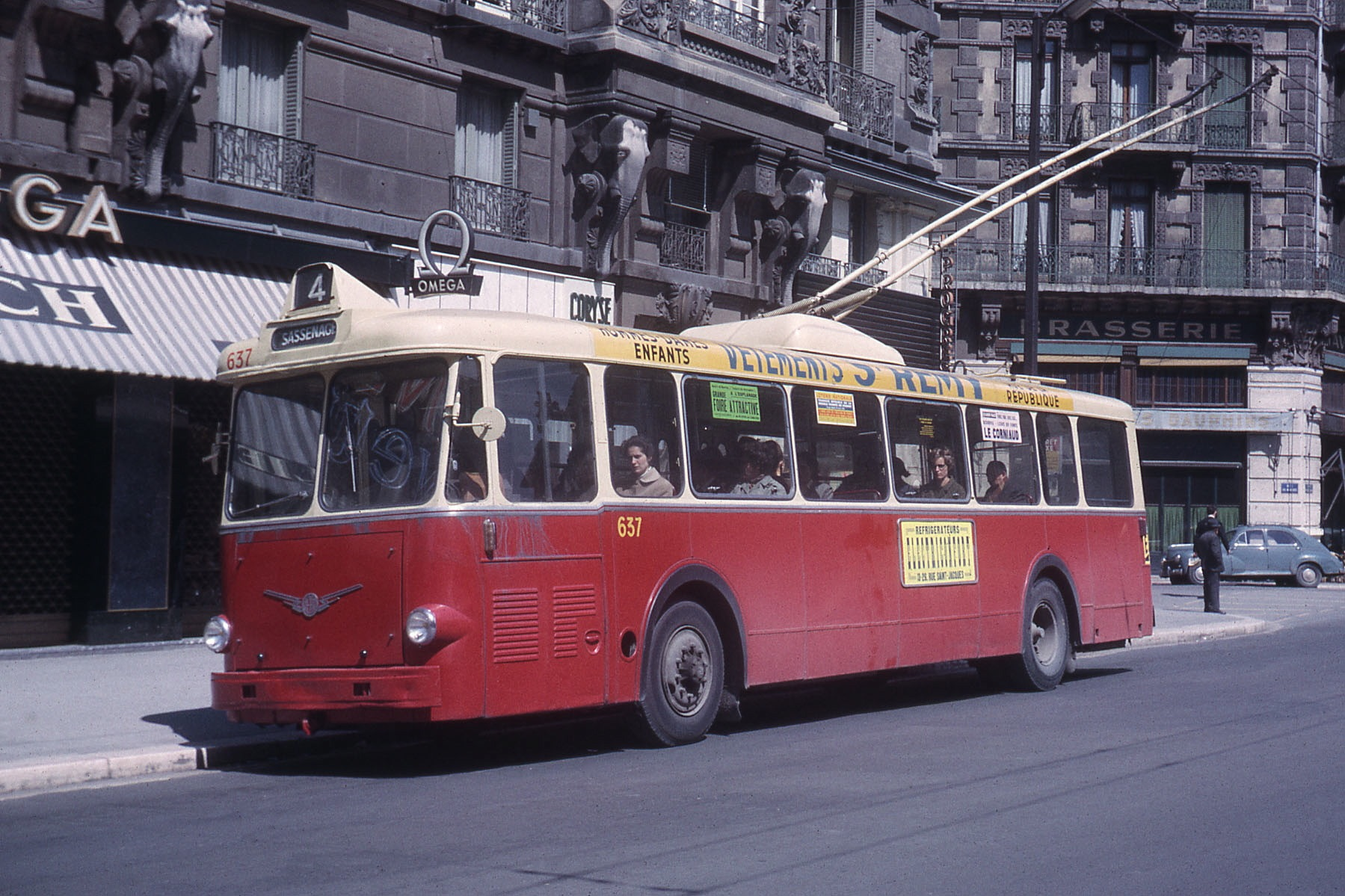
Un Vetra VBF circulant sur la ligne 4 à Grenoble en 1965.
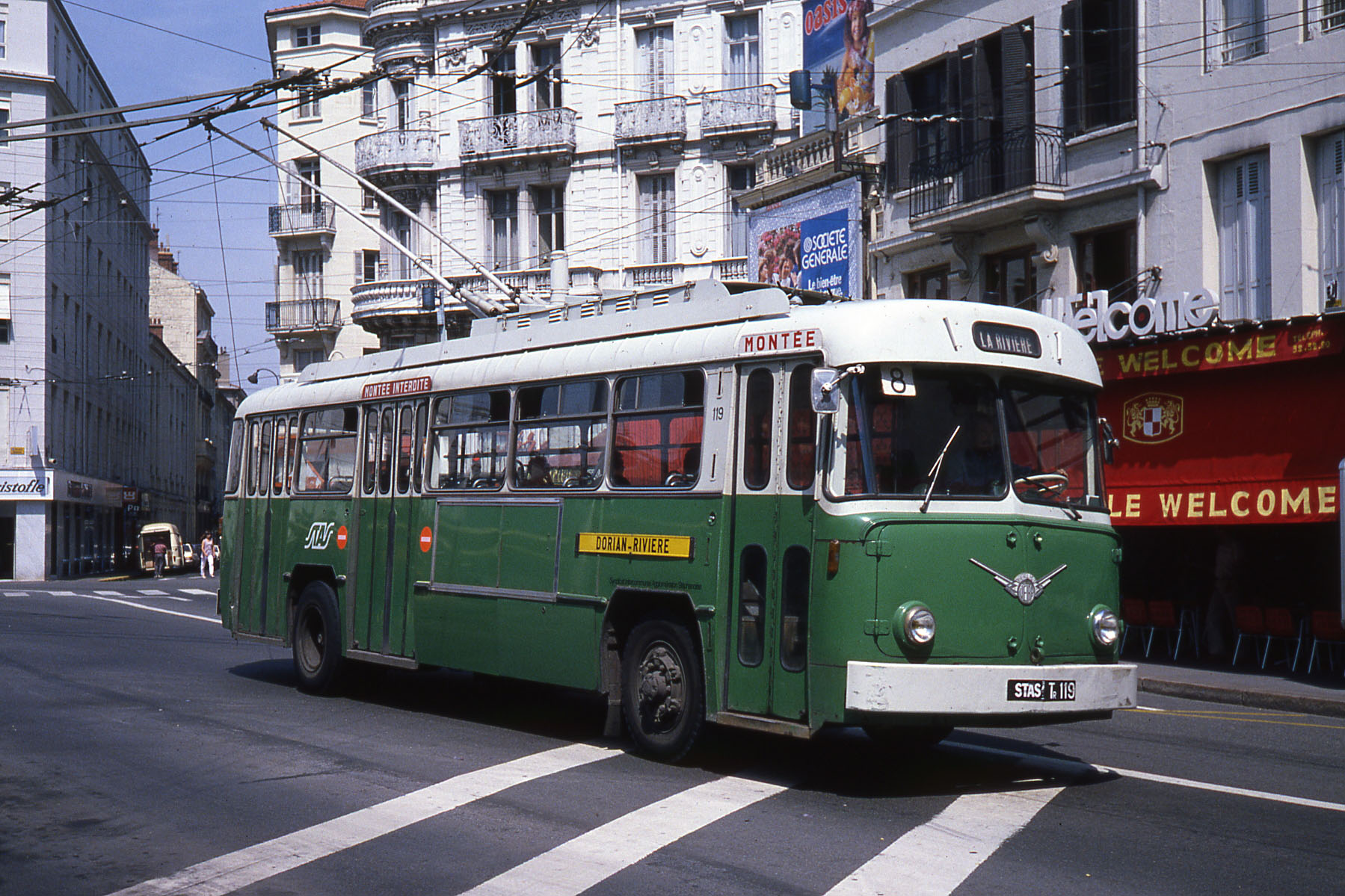
Un Vetra ELR à Saint-Étienne en 1981.

| Type     | Signification et caractéristiques                                                        | Portes        | Portes        | Portes        |
| -------- | ---------------------------------------------------------------------------------------- | ------------- | ------------- | ------------- |
| Type     | Signification et caractéristiques                                                        | Avant         | Arrière       | Centrale      |
| CS 35    | Vétra type D 35 places pont arrière Renault Scémia prototype des futurs CB40 et CB45     | 1p, 4 vantaux | -             | 1p, 2 vantaux |
| CB 45    | Vétra type B 45 places pont arrière Berliet                                              | 1p, 4 vantaux | -             | 1p, 4 vantaux |
| CS 60    | Vétra type C - 60 places (50 en fait) organes mécaniques Renault Scémia                  | 1p, 4 vantaux | -             | 1p, 4 vantaux |
| CB 60    | idem CS 60 mais organes mécaniques Berliet                                               | 1p, 4 vantaux | -             | 1p, 4 vantaux |
| VA3      | 1er Vétra à 3 essieux créé en 1946, présenté au Salon de Paris en 1947 et sorti en 1950  | 1p, 2 vantaux | 1p, 2 vantaux | 1p, 4 vantaux |
| VA3-B2   | Identique au Berliet EBR, châssis du modèle thermique PBR.                               | 1p, 2 vantaux | 1p, 4 vantaux | 1p, 4 vantaux |
| VA4 SR   | 1er trolleybus articulé français, sorti en 1951                                          | 1p, 2 vantaux | 1p, 4 vantaux | 2p, 4 vantaux |
| VBB      | Vétra type B sur châssis Berliet (TEB 47 pour Berliet)                                   | 1p, 2 vantaux | 1p, 2 vantaux | 1p, 4 vantaux |
| VBBh     | Vétra type B, fabrication Berliet à pavillon surélevé (TEB 48 pour Berliet)              | 1p, 2 vantaux | 1p, 2 vantaux | 1p, 4 vantaux |
| VBBh     | Appellation employée par Vétra pour désigner l'ELR (nom donné par Berliet)               | 1p, 2 vantaux | 1p, 4 vantaux | 1p, 4 vantaux |
| VBC AP52 | Vétra type B sur base d'autobus Chausson AP.                                             | 1p, 2 vantaux | 1p, 4 vantaux | 1p, 4 vantaux |
| VBC APU  | Vétra type B sur base d'autobus Chausson AP.                                             | 1p, 2 vantaux | 1p, 4 vantaux | 1p, 4 vantaux |
| VBC APV  | Vétra type B sur base d'autobus Chausson AP.                                             | 1p, 2 vantaux | 1p, 4 vantaux | 1p, 4 vantaux |
| VBF      | Vétra type B construit par la Société Franco-Belge sur châssis Berliet                   | 1p, 4 vantaux | 1p, 4 vantaux | 1p, 4 vantaux |
| VBH 85   | Vétra type B à carrosserie d'autobus Berliet PH 85                                       | 1p, 2 vantaux | 1p, 4 vantaux | 1p, 4 vantaux |
| VBR      | Vétra type B sur châssis Renault                                                         | 1p, 2 vantaux | 1p, 2 vantaux | 1p, 4 vantaux |
| VBRh     | Vétra type B sur châssis Renault à pavillon surélevé                                     | 1p, 2 vantaux | 1p, 2 vantaux | 1p, 4 vantaux |
| VCR      | Vétra type C sur châssis Renault                                                         | 1p, 4 vantaux | -             | 1p, 4 vantaux |
| VDB      | Vétra type D sur châssis Berliet                                                         | 1p, 4 vantaux | -             | 1p, 2 vantaux |
| VA2      | Vétra à 2 essieux à moteur Alsthom de 140 CV et équipements de contrôle General Electric |               |               |               |

Le VA3 était un Vétra type A à 3 essieux de 12 mètres.
Le VA 4 SR (à 4 essieux) est sorti en 1951, il se composait d'une base d'un trolleybus VA3 attelé à une remorque dont l’articulation était fournie par Viberti (constructeur turinois). Ce prototype de 18 mètres de long fut le 1er trolleybus articulé "français". Il pouvait transporter 180 voyageurs. Trop étroit pour se faufiler dans les rues d'Alger, il fut transformé en trolleybus normal en 1954.

Vers 1955, on vit apparaître des Vétra-Chausson VBC-APU à Toulon principalement et VBC-APV à Brest.
Dans les années 1960, il y a une sorte de mélange d'indications en provenance des 2 constructeurs :
Le VBH-85 est un trolleybus réalisé par Vétra sur la base de l'autobus Berliet PH 85 en 1963. Pour l'anecdote, des véhicules quasiment identiques portèrent des appellations différentes : le VBBh est un ELR chez Berliet, de même le VA3-B2 devient-il un EBR (à ne pas confondre avec Engin Blindé de Reconnaissance sorti à la même époque).
Dans leur livre Les trolleybus français, Pascal Béjui et René Courant estiment qu'entre 1926 et 1958, la société Vétra a livré un total de 1.785 trolleybus dont 1.123 pour la seule France métropolitaine, démontrant ainsi sa place de leader national en la matière, très loin devant Somua (36) et Jacquemond (20).

### Vétra hors des frontières
À la fin des années 1950, Vétra avait assuré plus de 95 % des exportations de l'industrie française du trolleybus. Juste après la guerre, de nombreuses commandes parvinrent notamment des pays de l'Est libérés du joug hitlérien :
- Afrique du Nord : Avant la guerre, 126 trolleybus de marque française circulaient dans ce territoire formant les colonies et protectorats français. En 1958 Vétra annonçait le chiffre de 270 trolleys livrés sur un total de 287 véhicules (les autres ayant été fournis par Jacquemond et Somua).

- - Algérie :

- Alger : Le réseau de la Société des Tramways Algériens (TA) mit ses premiers trolleys en service vers 1935 avec des Vétra CS-35 puis vers 1938, ils furent relayés par des CS-60. Après 1945, les TA essayèrent même le prototype articulé de grande capacité VA4, compte tenu certainement de problèmes de gabarit non adapté aux rues algéroises, les TA supprimèrent la remorque et transformèrent le VA4 en VA3.
Une autre société desservait une partie de la banlieue algéroise : la Société des Chemins de Fer sur Route d'Algérie (CFRA), elle acquit après la guerre un parc de Vétra CS-60. Au total, les 2 réseaux d'Alger exploitèrent 164 trolleys Vétra.
- Constantine : dès 1926 la toute jeune société Vétra transforma la ligne aérienne du tramway existant et mit en service en 1928 son premier trolleybus du type OTC-1 de 50 places. De 1930 à 1933, le réseau de la Compagnie des Tramways Électriques de Constantine s'enrichit de 10 véhicules et le nombre total plafonna à environ 26 trolleys de marque Vétra et 2 Somua-SW.
- Oran : La Compagnie des Tramways Electriques d'Oran exploita 12 VCB-55 de 1942 (proches des CB-60) et 10 VCR de 1947.
- Maroc :

- Casablanca : de 1931 à 1933 le réseau de la Compagnie des Tramways et Autobus de Casablanca acquit 11 Vétra du type CS-48; plus tard, elle s'équipa de trolleys modernes du type VBB et de 6 CS-60. Au total, Vétra fournit environ 41 trolleys au réseau de Casablanca.
- Tunisie :

- Tunis : en 1937, la Compagnie des Transports Tunisiens (CTT) s'équipa d'une première ligne et fit circuler des CS 35 proches de ceux d'Alger et de Rouen (voir la fiche technique). Par la suite, des types plus modernes prirent le relais tels les 3 VDB (ex CB 45) qui avaient fait un bref séjour en 1942 sur la ligne Gémenos-Marseille. Le réseau reçut un total de 32 trolleys Vétra et se convertit au diesel à la fin des années 1960.
- Suisse :

- Fribourg s'équipa en 1948 avec 8 VCR auxquels s'ajoutèrent en 1957, 2 VBBhf dérivés du type ELR puis il y'eut enfin en 1964, 2 VBH-85. Entre deux, Fribourg reçut en 1962 deux EH-100-S (commandés avec 12 autres pour Genève), trolleys fabriqués par Berliet et équipés électriquement par la société suisse Sécheron, bien connue également comme constructeur de motrices électriques telles que l'on peut encore en voir circuler sur le chemin de fer touristique de La Mure dans l'Isère).
- Allemagne, Pays de l'Est : 113 voitures furent livrées en Pologne, Sarre et Silésie

- Espagne : 122 trolleys furent livrés dont 67 VA3-B2 de 140 CV (42 pour Madrid et 25 pour Barcelone), identiques aux véhicules lyonnais ou marseillais.

- Amérique latine : 145 Vétra livrés dont : 45 VBR au Brésil et 100 VA2 au Chili en 1953

Autres productions de la société Vétra : Vétra produisit également des petits locotracteurs électriques pour tracter les wagonnets dans les mines, ils étaient alimentés soit par pantographes captant le courant sur une ligne aérienne soit par accumulateurs. Ces derniers avaient une forme du type "boîte à sel" : cabine centrale entourée par 2 capots fortement inclinés de part et d'autre.

### Mort de la société Vétra et espoirs de renouveau
Dès les années 1960, le déclin des trolleybus semble inexorable, le marché se rétrécissait de plus en plus ; sur les réseaux en place, les véhicules construits il y a 20 ans donnaient encore toute satisfaction et aucun renouvellement ne s'annonçait à l'horizon.
En 1964, la société Vétra fut contrainte de déposer le bilan et de cesser son activité faute de commandes, c'était la fin après 39 ans de bons et loyaux services. Il fallut attendre 1974 pour voir s'amorcer une relance de la construction par Berliet lui-même des trolleybus standards ER 100 sur la base de l'autobus PR 100 (pour Grenoble, Lyon, Marseille, Saint-Étienne et Limoges). Un peu plus tard sortirent chez Renault (ex-Berliet) les trolleybus articulés bimodes ER 180 sur base du PR 180 (4 pour Grenoble et 8 pour Saint-Étienne).

### Véhicules préservés

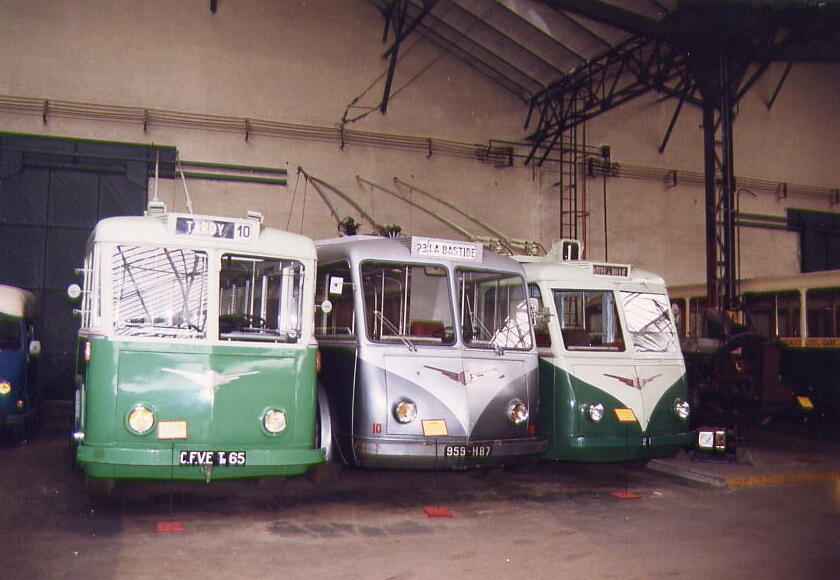
VCR, CB60 et CB55 conservés par l'AMTUIR

- Par le Musée des transports urbains, interurbains et ruraux de l'AMTUIR (Chelles) [2]
  - Un VBF de la SGTE (Grenoble)
  - Un VBRh du Havre
  - Un CB60 de Limoges
  - Un VA3B2 et un VBH85 de Lyon
  - CS60 de Marseille
  - VA3 de Perpignan
  - CS55 de Poitiers
  - VCR de Saint-Étienne
- Un Vétra/Berliet ELR100 par l'ARTM (Amis du rail et des transports de Marseille)
- La Fondation Marius Berliet (Lyon)
  - VBH85 des OTL (compagnie des omnibus et tramways de Lyon)/TCL
- Musée de l’automobile de Rochetaillée-sur-Saône (Rhône)
  - CS 60 des OTL (numéro 1)
- Standard 216 (Grenoble)[3]
  - un VBF
  - un VBRh de Limoges
- Musée de trolleybus de Sandtoft[4]
  - CB60 de Limoges
  - VBH85 de Lyon
- VBB Lyon OTL N°114, par la SGVA
- Musée provençal des transports urbains et régionaux[5]
  - VBR n° 17 de la ligne Aix-Marseille (Régie départementale des transports des Bouches-du-Rhône), seul trolleybus interurbain conservé en France.
  - VBC-APU (Chausson) n° 85 de la Régie mixte des transports toulonnais
  - VBRh n°130 de RATVM (Marseille)
- Association du musée international des transports métropolitains (Amitram)[6]
  - VCR  N°26    1948  T.F Fribourg (CH)
  - VBH 85  N°1706  1963  TCL Lyon
- VBF à Hanovre (Hannoversches Strassenbahn-Museum) en Allemagne.
- Musée Stas (Saint-Étienne)
- Vetra VCR n°72
- Vetra-Berliet ELR n°126
- Vetra-Berliet EBR (VA3B2) n°151 (ex Marseille)